# Guido de Charpigny
Guido de Charpigny (m. 1295) foi o segundo barão de Vostitza (moderna Égio) do Principado de Acaia, na Grécia franca. Era filho do primeiro barão, Hugo I de Charpigny, e sucedeu-se após sua morte em meados do século XIII. Ele seria sucedido após sua morte por seu filho Hugo II.
Em 1289, também serviu por alguns meses como bailio do reino de Nápoles na Acaia. Foi muito estimado pelo povo da Moreia, mas foi morto em Xilocastro em 1295 por um magnata grego de Calávrita chamado Fócio, que confundiu-o com Gualtério de Liederkerque, o castelão de Acrocorinto, contra quem Fócio tinha queixas. Segundo a Crônica da Moreia, quando os gritos dos servos de Guido relevaram o erro de Fócio, o grego tomou-o em seus braços e pediu-lhe perdão, mas Guido morreu em seus braços.